# Markiz (glazbeni sastav)
Zagrebački rock'n'roll bend Markiz nastao je tijekom 2009. godine. 
Prvi studijski album snimljen je u suradnji s jednim od najboljih domaćih rock producenata - Denykenom. Na albumu „Savršeni svijet“, koji izlazi u izdanju Croatia Records, bend objavljuje 10 autorskih pjesama. Glazbeni kritičari daju visoku ocjenu albumu i svrstavaju ga među najbolje albume 2010. godine. Naslovnim singlom „Naivac“ bend se predstavlja publici u svibnju 2010. godine. Pjesma zauzima visoka mjesta na top listama. U ranu jesen 2010. godine bend objavljuje drugi singl za pjesmu „Grad“, koja postaje najveći jesenski hit u Hrvatskoj. Pjesma u vrlo kratkom roku osvaja prva mjesta u više od 20 gradova širom Hrvatske. 
Početkom 2011. godine, Markiz objavljuje treći singl – pjesmu „Nas“, uz još jedan animirani video spot. Slijedi singl „Savršeni svijet“. 
Uspjeh benda potvrđuje i dvostruka nominacija za Porin, u kategoriji najboljeg novog izvođača i najboljeg rock albuma. 
22. rujna 2011. u sklopu dana borbe protiv nasilja nad ženama, bend objavljuje svoj peti singl, za pjesmu „Ostani dama“. 
U ožujku 2012., bend se okreće snimanju drugog studijskog albuma, te objavljuje singl „Par lijepih riječi“. Ubrzo nakon toga, producentski posao povjeravaju Srđanu Sekuloviću Skansiju. U listopadu 2012. Markiz objavljuje singl „Jutro“.
Nakon vrlo uspješnog singla „Jutro“, slijede pjesme „Ne budi se“ i „Nebo“, te izlazak novog studijskog albuma pod nazivom „Mikrofonija“. Za album „Mikrofonija“, bend dobiva još jednu nominaciju za Porin u kategoriji najboljeg rock albuma. 
Krajem 2014., Markiz osvaja nagradu za nejemitiraniji singl na Rockoff festivalu. Početkom 2015. godine bend objavljuje singl „Koga se bojiš“.
Nakon pauze od godine dana, krajem 2016. godine bend snima vokalnu suradnju s Mirelom Priselac Remi iz grupe Elemental u pjesmi „Predaja“. U veljači 2017. izlazi hit singl „DaDaDa“.
U lipnju 2017., bend objavljuje remix pjesme «Danas se budim» koja postaje jedan od najemitiranijih ljetnih singlova u Hrvatskoj s 4 uzastopna mjeseca na HR Top 40.
Treći studijski album najavljen je singlom «Sve što sada želim». Bend osvaja još jednu nominaciju u kategoriji najboljeg rock albuma.
Stalnu postavu benda čine: Ines Mlinarić, Andrej Babić, Neven Jurić, Ivan Vranješ i Marko Tomljanović.
Prijašnji članovi bili su: Luka Putica, Saša Jungić, Alen Kraljić Kralja, Vedran Jozić.

## Vanjske poveznice
- Markiz: "Naivac"
- Markiz: "Grad"
- Markiz: "Ostani dama"